# Guía de una niñera para cazar monstruos
La guía de una niñera para cazar monstruos es una película familiar de horror estadounidense, dirigida por Rachel Talalay y distribuida por Netflix. La película fue escrita por Joe Ballarini y está basada en su libro de tres partes del mismo nombre. Protagonizada por Tom Felton, Indya Moore, Tamara Smart y Oona Laurence.

## Sinopsis
Kelly Ferguson es una niñera en una misión para encontrar el niño que estaba a su cuidado, quién ha sido secuestrado por el Boogeyman en la noche de Halloween. Ella descubre que existe una sociedad secreta de niñeras que protegen niños, y al mismo tiempo un mundo entero de monstruos, con los cuales debe luchar.

## Reparto
- Tamara Smart como Kelly Ferguson
- Isabel Abedul como Young Kelly
- Oona Laurence como Liz LeRue
- Alessio Scalzotto como Victor Colletti
- Indya Moore como Peggy Drood
- Tom Felton como Grand Guignol
- Ian Ho como Jacob Zellman
- Tamsen McDonough como Señora Zellman
- Troya Leigh-Anne Johnson como Berna Vincent
- Lynn Masako Cheng como Cassie Zhen
- Ty Consiglio como Curtis Critter
- Ashton Arbab como Tommy
- Crystal Balint como Alexa Ferguson
- Ricky He como Jesper Huang
- Anisa Harris como Deanna
- Cameron Bancroft como Pete Ferguson
- Kelcey Mawema como Veronica Preston
- Mithila Palkar como Niñera de Mumbai (India)

## Estreno
La película fue estrenada en Netflix el 15 de octubre del 2020.

## Recepción
En el agregador de reseñas Rotten Tomatoes, la película tiene un índice de aprobación del 61% basado en 18 comentarios de críticos, con una puntuación media de 5,80/10. En Metacritic, tiene un promedio ponderado de la calificación de 31 de 100 basado en 4 críticas, indicando "por lo general opiniones desfavorables".